# Баламакан
Баламакан (устар. Баламакаан) — река в России, протекает по территории Кобяйского улуса Якутии. Впадает справа в протоку Таб-Ары реки Лены, на 1247 километре от её устья. Длина реки — 65 км.
Река протекает в малонаселённой местности, вдали от населённых пунктов.
Имеет несколько левых притоков — Хадыга, Улахан-Кындыгыр, Таба-Ары и один правый — ручей Волчий.
По данным государственного водного реестра России относится к Ленскому бассейновому округу. Код водного объекта — 18030700112117400001427.